# Jack Couffer
Jack Craig Couffer (* 7. Dezember 1924 in Upland, Kalifornien; † 30. Juli 2021 in Costa Mesa, Kalifornien) war ein US-amerikanischer Kameramann, Regisseur und Autor, der für seine Beteiligung an Tierfilmen bekannt war.

## Leben
Couffer begann bereits als Teenager mit der Tierfotografie und interessierte sich für Archäologie und Paläontologie. Nach dem Angriff auf Pearl Harbor war Couffer über seinen Mentor Jack C. von Blocker Jr. in das Projekt zur Entwicklung der Fledermausbombe involviert. Über seine Erfahrungen bei diesem Projekt schrieb er später das Buch Bat Bomb: World War II’s Other Secret Weapon (1992). Bis zum Kriegsende diente er in der Armee und arbeitete danach als Seemann.
Mit den Leistungen der G. I. Bill wollte Couffer an der University of Southern California ein Studium der Biologie beginnen. Bei einem Vorbereitungskurs lernte er Conrad L. Hall kennen. Eine Vorlesung von Slavko Vorkapić weckte beider Interesse an der Filmkunst. Gemeinsam mit Marvin R. Weinstein gründeten Couffer und Hall 1949 die kleine Filmproduktionsgesellschaft Canyon Films.
Couffer wirkte in den 1950er Jahren zunächst als Assistenz-Kameramann und war unter anderem an Die Wüste lebt beteiligt. Er arbeitete jahrelang für Disney und filmte zahlreiche Naturfilme. 1956 verfasste er für Running Target sein erstes Drehbuch. Ab dem gleichen Jahr war er auch als eigenständiger Kameramann tätig. 1960 arbeitete er mit Conrad Hall und weiteren Kameraleuten am Oscar-nominierten Kurzfilm Inseln im Meer. Daneben war Couffer auch immer wieder schriftstellerisch tätig.
Im Jahr 1961 gab er mit dem Film Nikki, Held des Nordens sein Debüt als Regisseur. Seine Kameraarbeit am Tierfilm Die Möwe Jonathan brachte Couffer 1974 eine Oscar-Nominierung für die Beste Kamera ein. Als Second Unit Director war Couffer ab den 1980er Jahren an Filmproduktionen wie Jenseits von Afrika, Abenteuer in Kenia oder Der Geist und die Dunkelheit beteiligt.
Ende der 1990er Jahre zog er sich weitestgehend vom Filmgeschäft zurück und wandte sich wieder verstärkt der Schriftstellerei zu. Viele Bücher entstanden in Co-Autorschaft mit seinem Sohn Mike Couffer.
Couffer verstarb Ende Juli 2021 im Alter von 96 Jahren. In erster Ehe war er seit 1947 mit Joan Berger verheiratet; aus der Ehe ging sein Sohn Mike Couffer hervor. Die Ehe wurde 1975 geschieden. Von Mitte der 1970er Jahre lebte Couffer mit seiner zweiten Frau Marchesa Sieuwki Bisleti bis zu deren Tod 2005 größtenteils in Kenia. Seine letzten Lebensjahre verbrachte Couffer mit der Schauspielerin Jean Allison im kalifornischen Corona del Mar.

## Filmografie (Auswahl)
Kameramann
- 1956: Geheimnisse des Lebens (Geheimnisse des Lebens)
- 1957–1978: Disney-Land (Fernsehserie, 11 Episoden)
- 1968: Edge of Fury
- 1959: Das grausame Auge (The Savage Eye)
- 1960: Inseln im Meer (Islands of the Sea, Kurzfilm)
- 1961: Nikki, Held des Nordens (Nikki, Wild Dog of the North)
- 1962: Lobo, der Wolf (The Legend of Lobo)
- 1965: A Country Coyote Goes Hollywood (Kurzfilm)
- 1967: The Legend of the Boy and the Eagle
- 1973: Die Möwe Jonathan (Jonathan Livingston Seagull)
- 1975: Abenteuer der Natur (The Best of Walt Disney's True-Life Adventures)
- 1983: Wenn die Wölfe heulen (Never Cry Wolf)
- 1998: Secrets of the Deep (Fernsehfilm)

Regisseur
- 1961: Nikki, Held des Nordens (Nikki, Wild Dog of the North)
- 1964–1978: Disney-Land (Fernsehserie, 9 Episoden)
- 1965: A Country Coyote Goes Hollywood (Kurzfilm)
- 1967: The Legend of the Boy and the Eagle
- 1969: Mein Freund, der Otter (Ring of Bright Water)
- 1972: Drei Strolche der Wildnis – Frei geboren II. Teil (Living Free)
- 1972: The Darwin Adventure
- 1979: Die Freundin mit dem langen Hals (The Last Giraffe, Fernsehfilm)
- 1979: Noch mehr Abenteuer der Familie Robinson in der Wildnis (Mountain Family Robinson)

Drehbuchautor
- 1956: Running Target
- 1967: The Legend of the Boy and the Eagle
- 1969: Mein Freund, der Otter (Ring of Bright Water)

## Schriften (Auswahl)
- The Farther Shore. 1962, London, Hamilton & Co. (Stafford).
- Song of Wild Laughter. 1965, London, Adventurers Club.
- The Concrete Wilderness. 1967, New York, Meredith Press.
- The Lions of Living Free. 1972, London, Collins, Harvill Press, ISBN 978-0-002-62453-4.
- mit Mike Couffer: Galapagos Summer: True Adventures in Amazing Pacific Islands. 1975, New York, Putnam.
- mit Mike Couffer: African Summer. 1976, New York, Putnam, ISBN 978-0-399-20544-6.
- mit Mike Couffer: Canyon Summer. 1977, New York, Putnam, ISBN 978-0-399-20585-9.
- Salt Marsh Summer. 1978, New York, Putnam, ISBN 978-0-399-20645-0.
- Bat Bomb: World War II's Other Secret Weapon. 1992, Austin, Texas, University of Texas Press, ISBN 978-0-292-70790-0.
- mit Mike Couffer: The Cats of Lamu. 1998, London, Aurum Press, ISBN 978-1-854-10568-4.
- mit Mike Couffer: Salt Marsh Summer (Neuauflage). 2000, Corona del Mar, CA, Grey Owl Pictures, ISBN 978-0-967-44880-0.
- The Lion and the Giraffe: A Naturalist's Life in the Movie Business. 2010, Albany, Ga., BearManor Media.
- My Boss, Walt: Making the Disney Wildlife Shows. 2019, Theme Park Press, ISBN 978-1-683-90192-1.